# Білоруський колабораціонізм з нацистською Німеччиною під час Другої Світової війни

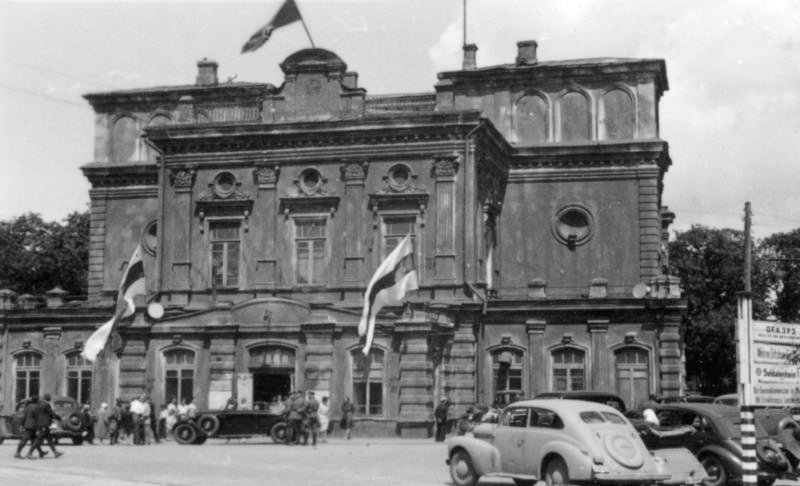
Ставка Білоруської центральної ради в будинку нинішнього театру імені Янки Купали, червень 1943 року

Білоруський колабораціонізм — політичне, економічне та військове співробітництво з німецькими окупантами під час Другої світової війни на території Білорусі. Цьому явищу сприяли деякі колишні урядовці БНР, члени підпільних націоналістичних організацій та учасники Білоруської націонал-соціалістичної партії. 
До війни Білоруську націонал-соціалістичну партію було утворено невеликою групою білоруських націоналістів у підконтрольній Польщі Західній Білорусі в 1933 році. БНСП було заборонено польською владою в 1937 році. Її лідери виїхали до Берліна і стали одними з перших радників німців під час операції «Барбаросса».

## Причини
Головними причинами білоруського колабораціонізму було незадоволення частини населення радянською владою, через масові репресії та насильницьку радянізацію Західної Білорусі, приєднаної до СРСР в 1939 році та діяльністю представників Білоруської Народної Республіки, прихильників В. Годлевского (він та частина його послідовників в подальшому розчарувались в німцях та перейшли у підпільну боротьбу проти них).

## Підготовка білоруської колаборації до початку війни
Підготовка білоруських колабораціоністів Третім Рейхом почалась ще в 1930-х років, коли при Міністерстві внутрішніх справ Німеччини було створено Білоруське представництво — спочатку в Берліні, а потім і в інших містах Німеччини. Вони займались пошуком та вербуванням бажаючих допомогти Німеччині в білоруських питаннях. Так, третій президент БНР Василій Захарка написав детальну доповідь про політичне, економічне та культурне становище Білорусі, а також звернувся з меморандумом до Адольфа Гітлера з запевненнями повної підтримки. Крім того, було створено Білоруський комітет самопідтримки — організація, яка активно вербувала членів серед білорусів, проживаючих в Німеччині. З початком Другої світової Війни німецьке командування створило в Варшаві та Бялі-Подляській бази для перекидання білоруської патріотичної агентури на територію СРСР. В лагері Вуставу (Берлін), з числа білоруських патріотів були організовані курси пропагандистів и перекладачів для роботи в Білорусі після зміни окупаційної влади.